# Val Bregaglia
La Val Bregaglia (toponimo italiano; Val Bregaia in dialetto chiavennasco; Val Bargiaglia in romancio; Bergell in tedesco) è una valle attraversata dal fiume Mera, che in Svizzera è chiamato Maira. Essa si estende dal Passo del Maloja o Passo del Maloggia (1815 m s.l.m.) a Chiavenna, per una lunghezza di circa 30 km, ed è situata per la maggior parte in territorio svizzero.

## Geografia
Il solco della valle è compreso tra due dorsali montuose con andamento abbastanza lineare e piuttosto definite: nella destra idrografica la dorsale Piz Lunghin-Piz Duan-Pizzo Galleggione, che la divide dalla Val d'Avers; nella sinistra idrografica la dorsale dei monti della Val Bregaglia, oltre la quale vi è il bacino della Val Masino. In esse si sviluppano le tre principali valli laterali della Bregaglia: a destra la Val Maroz, che si diparte dal fondovalle presso la località di Casaccia e s'incunea tra la mole del Piz Duan, 3131 m s.l.m., massima vetta di questo lato, e la cresta dei monti d'Avers; a sinistra la Val d'Albigna, in buona parte occupata da un grande bacino artificiale, e la più nota Val Bondasca, che penetra tra i celeberrimi gruppi montuosi delle Sciore e del Cengalo-Badile, dominata dalle imponenti pareti nord di essi, teatro di numerose e storiche imprese alpinistiche: in questo caso la massima vetta compresa nel bacino della Bregaglia è il Pizzo Cengalo, 3367 m s.l.m..
Idrograficamente, anche la Valle del Forno, che dal Passo del Maloja s'incunea verso il Passo del Muretto, oltre il quale vi è la Valmalenco, e le vette più orientali del Masino, è da considerare come parte del bacino (sinistro) della Val Bregaglia, tuttavia viene più spesso indicata come facente parte, geograficamente, dell'Engadina.

### Passi
Passo del Maloja o Passo della Maloggia (1.815 m), che mette in comunicazione Sils con Vicosoprano.

## Storia

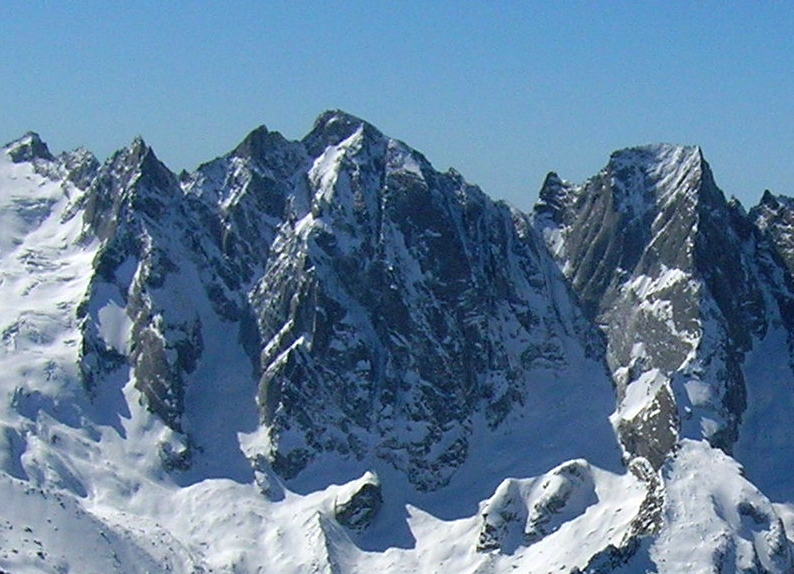
Pizzo Cengalo

La Val Bregaglia era una fondamentale via di comunicazione già ai tempi dell'Impero romano, anche se non secondo gli odierni assi viari, bensì attraverso il passo del Settimo, oggi poco rilevante, il cui controllo era cruciale nel Medioevo. Attrasse così le mire della diocesi di Coira, che lo pose sotto il suo potere su entrambe le sponde. Quando nel 1367 quest'ultima fu oggetto a sua volta degli interessi degli Asburgo, i comuni della Diocesi (di cui facevano parte anche i comuni di Sopraporta e di Sottoporta) fondarono la Lega Caddea, seguendone poi le vicende.
In diversi documenti storici la Bregaglia viene indicata con il nome di Pregallia, come ad esempio in uno scritto risalente al 1798 relativo alla Pregallia di Sotto Porta (Bregaglia di Sottoporta). 
In tale scritto storico si cita la data del 1471 come anno dell'entrata della Bregaglia nel "Rhätische Bünd". Sempre in base a questo documento sembrerebbe che già dall'anno 1024 la Bregaglia godesse di una relativa indipendenza.
Il protestantesimo si diffuse in valle grazie al predicatore lucchese Michelangelo Florio, condannato a Roma per eresia nel 1548.

### Parte svizzera

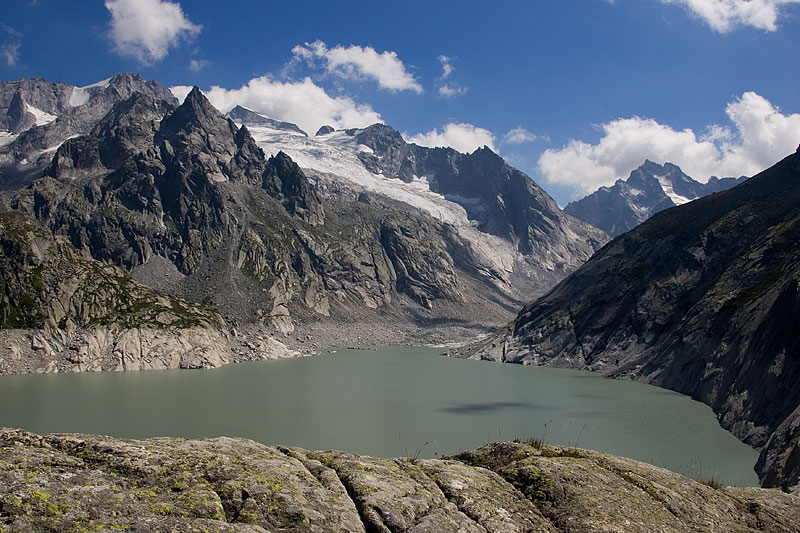
Il lago artificiale dell'Albigna

Già parte dei patrimonio degli Asburgo d'Austria fino al 1367, dal 1367 entra a far parte della Lega Caddea contro gli Asburgo, che nel 1498 diventa parte dei Grigioni, cantone alleato alla Confederazione Svizzera, dal 1798 al 1815 fa parte della Repubblica Elvetica, e dal 1815 della Svizzera, di cui segue completamente la storia.

### Parte italiana
Già parte del Ducato di Milano fino al 1512, dal 1512 al 1797 assieme alla Valtellina fa parte dei Grigioni, dal 1797 al 1802 fa parte della napoleonica Repubblica Cisalpina, poi dal 1802 al 1805 della napoleonica Repubblica Italiana, dal 1805 al 1814 fa parte del napoleonico Regno d'Italia, dal 1815 al 1859 è parte dell'austriaco Regno Lombardo-Veneto, dal 1859 al 1861 è parte del Regno di Sardegna e dal 1861 al 1943 del Regno d'Italia, dal 1943 al 1945 fa parte della Repubblica Sociale Italiana, dopo la liberazione segue la storia d'Italia.

## Società

### Paesi e villaggi
Di seguito sono elencate le principali località della valle, ordinate da est verso ovest:
- Svizzera
  - Sopraporta
    - Cavril
    - Casaccia
    - Löbbia
    - Röivan
    - Pranzaira
    - Vicosoprano
    - Borgonovo
    - Stampa
    - Coltura

  - Sottoporta
    - Promontogno
    - Bondo
    - Soglio
    - Castasegna

Tutte queste località sono ricomprese nel comune di Bregaglia, che include anche le località di Maloja e Isola in Engadina; in totale gli abitanti della valle nella sua parte svizzera sono circa 1 200.
- Italia
  - Villa di Chiavenna
  - Ponteggia (Villa di Chiavenna)
  - Santa Croce (Piuro)
  - Borgonuovo (Piuro)
  - Prosto (Piuro)
  - Campedello (Chiavenna)
  - San Carlo (Chiavenna)
  - Loreto (Chiavenna)

In totale gli abitanti nella parte italiana della valle sono circa 3 500.

### Lingua
La lingua ufficiale della valle è l'italiano. Il dialetto bregagliotto (bregagliot) è una lingua con influenze divise tra il lombardo alpino (di maggior peso a valle) e la lingua romancia, con alcuni prestiti dal tedesco..

### Religione
La parte svizzera è in maggioranza evangelica protestante, a partire dalla riforma del 1522, mentre la parte italiana è rimasta cattolica.

## Tradizioni
Durante l'anno si svolgono in tutta la valle diverse sagre e feste tradizionali di montagna; tra le più sentite vi è quella del 6 dicembre, quando il personaggio di San Nicolò parte dal centro di Vicosoprano con il suo asinello per portare dolci e mandarini al suono di campanelle.
Un'altra tradizione sentita è il Chalandamarz (Calendimarzo), che ricorre il 1º giorno di marzo ed è festeggiata, oltre che in Val Bregaglia, anche in altri luoghi di lingua romancia. Durante l'evento i bambini girano di paese in paese agghindati con fiori di cartapesta e campanacci, e si fermano nelle piazze a cantare canzoni che evocano l'arrivo della primavera e la fine dell'inverno.